# Andrea Limper-Pfeil
Andrea Limper-Pfeil (geboren 1. Mai 1966) ist eine deutsch-polnische Fußballtrainerin und ehemalige Fußballspielerin sowie ehemalige DFB-Nationalspielerin.

## Karriere

### Vereine
Noch unter ihrem Geburtsnamen Limper begann sie beim KBC Duisburg mit dem Fußballspielen. Von 1984 bis 1990 gehörte sie dem Verein als Abwehrspielerin an und spielte von 1985 bis 1990 in der 1985 neu gegründeten Regionalliga West um Punkte. In dieser Zeit belegte ihr Verein keinen Platz im Klassement, der schlechter war als der fünfte und war somit in fünf aufeinander folgenden Jahren als Teilnehmer an der Endrunde um die Deutsche Meisterschaft qualifiziert. Noch als  Verbandsliga-Meister des Fußballverbandes Niederrhein qualifiziert sich ihre Mannschaft für die Endrunde um die Deutsche Meisterschaft und erreicht das am 30. Juni 1985 im Duisburger Stadion an der Westender Straße vorgesehene Finale. Durch den 1:0-Siegtreffer ihrer Mitspielerin Anja Klinkowski in der 76. Minute über den FC Bayern München gewinnt der Verein aus dem Duisburger Stadtteil Kaßlerfeld seine erste – und bis heute einzige – Meisterschaft; wie auch sie. Schied die Mannschaft 1986 noch im Achtelfinale und 1987 im Halbfinale aus dem Meisterschaftswettbewerb aus, so gelingt 1988 der zweite Einzug ins Meisterschaftsfinale. Nach dem torlosen Remis nach Verlängerung gewinnt die SSG 09 Bergisch Gladbach mit 5:4 im Elfmeterschießen, nachdem die Duisburger Torhüterin Claudia Reichler den letzten Schuss vom Punkt aus nicht im Tor unterzubringen vermochte. 1987 ereilt die Mannschaft das Aus im Viertel-, 1990 bereits im Achtelfinale. Im Finale um den nationalen Vereinspokal, das nur einmal erreicht wurde, unterlag sie mit ihrer Mannschaft am 26. Mai 1985 im Berliner Olympiastadion dem FSV Frankfurt erst im Elfmeterschießen mit 3:4 Toren. Ihre letzte Saison als Fußballspielerin bestritt sie 1990/91 für den SFD 75 Düsseldorf in der Regionalliga West.

### Auswahl-/Nationalmannschaft
Limper erreicht zweimal das Finale um den Länderpokal. Am 21. April 1985 gewinnt sie als Auswahlspielerin des Fußballverbandes Niederrhein mit ihrer Mannschaft das Spiel gegen die Auswahlmannschaft des Fußballverbandes Rheinland mit 2:0 in Krefeld, ebenso das Finale am 12. April 1987 in Düsseldorf mit 4:1 im Elfmeterschießen gegen die Auswahlmannschaft des Fußball- und Leichtathletik-Verbandes Westfalen.
Von 1985 bis 1987 bestritt sie sieben Länderspiele für die Nationalmannschaft Deutschlands. Ihr Debüt am 7. September 1985 in Lüneburg im dritten EM-Qualifikationsspiel der Gruppe 1 bei der 2:3-Niederlage gegen die Nationalmannschaft Dänemarks krönte sie gleich mit zwei Toren, den Anschlusstreffern zum 1:2 in der 43 und zum 2:3 in der 80. Minute. Als Drittplatzierter verpasste die deutsche Mannschaft die Teilnahme an der zweiten Ausspielung dieses Wettbewerbs. Ihren letzten Einsatz als Nationalspielerin hatte sie am 16. Mai 1987 in Dillingen/Saar beim 2:0-Sieg im Testspiel gegen die Nationalmannschaft Frankreichs. Von sieben Einsätzen für den DFB gewann sie vier, spielte einmal unentschieden und verlor zwei.

## Erfolge
- Deutscher Meister 1985
- DFB-Pokal-Finalist 1985
- Länderpokal-Sieger 1985, 1987
- Aufstieg in die Bezirksliga 2010 und Aufstieg in die Landesliga 2011 als Spielertrainerin mit den Frauen des FC Ebenau 2006